# Канделаки, Николай Порфирьевич
Николай Порфирьевич Канделаки (груз. ნიკოლოზ პორფირეს ძე კანდელაკი ; 1889—1970) — грузинский советский скульптор, народный художник Грузинской ССР (1957).
Николай Канделаки родился 5 (17) октября 1889 года в селении Кулаши.
В 1926 году окончил Ленинградскую академию художеств (педагог А. Т. Матвеев. По окончании академии художеств преподавал в Тбилисской академии художеств (среди учеников Мераб Бердзенишвили, Элгуджа Амашукели и Тамара Абакелия), с 1944 года стал профессором.
Николай Канделаки — автор скульптурных портретов художника Ладо Гудиашвили, народного артиста СССР Акакия Хоравы, академика Николая Мусхелишвили, памятника Филиппа Махарадзе (город Махарадзе, ныне Озургети).
Награждён орденом Трудового Красного Знамени (17.04.1958).
Николай Порфирьевич Канделаки умер 24 августа 1970 года в Сухуми.